# Mesoptiliini
Mesoptiliini – plemię chrząszczy z rodziny ryjkowcowatych i podrodziny Mesoptiliinae. 

## Systematyka
Do Mesoptiliini zaliczanych jest 7 rodzajów:
- Apocnemidophorus
- Cnemidontus
- Corynodoceras
- Eumagdalis
- Habromagdalis
- Mesoptilius
- Prionomagdalis